# Ta'if
Ta'if (tiếng Ả Rập: الطائف; (aṭ-Ṭā'if)) là một thành phố thuộc vùng Mecca của Ả Rập Xê Út. Thành phố nằm trên độ cao 1.879 m, trên sườn của dãy núi Sarawat. Dân số thành phố là khoảng 1,2 triệu người và được ví như thủ đô mùa hè. Thành phố là trung tâm của một vùng nông nghiệp nổi tiếng với nho, lựu, sung, hoa hồng và mật ong.
Cư dân tại Ta'if phần lớn là tín đồ Hồi giáo Sunni thuộc phái Hanbali và Maliki. Ngoài ra, thành phố còn có một lượng đáng kể ngoại kiều, chủ yếu đến từ châu Á, Thổ Nhĩ Kỳ và các quốc gia Ả Rập khác.
Trong thế kỷ VI, thành phố Tā'if nằm dưới quyền chi phối của bộ lạc Banu Thaqif, họ vẫn sống trong và quanh thành phố cho đến nay. Có đề xuất rằng các bộ lạc Do Thái định cư gần Taif sau khi phải di dời vì người Cơ Đốc giáo Ethiopia.
Thị trấn nằm cách khoảng 100 km về phía đông nam của Mecca. Thành phố có tường bao bọc từng là một trung tâm tôn giáo do có tượng của nữ thần Allāt, bà về sau gọi là "quý bà Tā'if."
Trong Năm Con voi 570, thành phố có liên quan đến nhiều sự kiện.
Cả Ta'if và Mecca đều là nơi người hành hương lui đến, Ta'if có bối cảnh dễ chịu hơn Mecca và người Ta'if có quan hề mậu dịch mật thiết với người Mecca. Người dân Ta'if canh tác nông nghiệp và trồng cây ăn quả bên cạnh hoạt động mậu dịch.

## Khí hậu
Ta'if có khí hậu sa mạc nóng (phân loại khí hậu Köppen BWh), với mùa hè nóng bức và mùa đông ôn hòa.
| Dữ liệu khí hậu của Ta'if                                                           | Dữ liệu khí hậu của Ta'if | Dữ liệu khí hậu của Ta'if | Dữ liệu khí hậu của Ta'if | Dữ liệu khí hậu của Ta'if | Dữ liệu khí hậu của Ta'if | Dữ liệu khí hậu của Ta'if | Dữ liệu khí hậu của Ta'if | Dữ liệu khí hậu của Ta'if | Dữ liệu khí hậu của Ta'if | Dữ liệu khí hậu của Ta'if | Dữ liệu khí hậu của Ta'if | Dữ liệu khí hậu của Ta'if | Dữ liệu khí hậu của Ta'if |
| Tháng                                                                               | 1                         | 2                         | 3                         | 4                         | 5                         | 6                         | 7                         | 8                         | 9                         | 10                        | 11                        | 12                        | Năm                       |
| ----------------------------------------------------------------------------------- | ------------------------- | ------------------------- | ------------------------- | ------------------------- | ------------------------- | ------------------------- | ------------------------- | ------------------------- | ------------------------- | ------------------------- | ------------------------- | ------------------------- | ------------------------- |
| Cao kỉ lục °C (°F)                                                                  | 32.0 (89.6)               | 32.6 (90.7)               | 34.0 (93.2)               | 35.2 (95.4)               | 38.2 (100.8)              | 40.2 (104.4)              | 40.5 (104.9)              | 39.8 (103.6)              | 39.2 (102.6)              | 36.0 (96.8)               | 32.5 (90.5)               | 29.5 (85.1)               | 40.5 (104.9)              |
| Trung bình ngày tối đa °C (°F)                                                      | 22.6 (72.7)               | 24.6 (76.3)               | 27.3 (81.1)               | 30.1 (86.2)               | 33.5 (92.3)               | 35.8 (96.4)               | 35.2 (95.4)               | 35.7 (96.3)               | 34.8 (94.6)               | 30.7 (87.3)               | 26.7 (80.1)               | 23.8 (74.8)               | 30.1 (86.1)               |
| Trung bình ngày °C (°F)                                                             | 15.5 (59.9)               | 17.2 (63.0)               | 19.9 (67.8)               | 22.7 (72.9)               | 26.2 (79.2)               | 29.1 (84.4)               | 29.1 (84.4)               | 29.3 (84.7)               | 27.9 (82.2)               | 23.5 (74.3)               | 19.5 (67.1)               | 16.6 (61.9)               | 23.0 (73.5)               |
| Tối thiểu trung bình ngày °C (°F)                                                   | 8.4 (47.1)                | 9.9 (49.8)                | 12.5 (54.5)               | 15.5 (59.9)               | 19.1 (66.4)               | 22.3 (72.1)               | 23.2 (73.8)               | 23.6 (74.5)               | 20.8 (69.4)               | 15.8 (60.4)               | 12.3 (54.1)               | 9.5 (49.1)                | 16.1 (60.9)               |
| Thấp kỉ lục °C (°F)                                                                 | −1.5 (29.3)               | 0.0 (32.0)                | 0.5 (32.9)                | 4.0 (39.2)                | 5.6 (42.1)                | 13.9 (57.0)               | 13.3 (55.9)               | 13.3 (55.9)               | 11.4 (52.5)               | 8.0 (46.4)                | 5.0 (41.0)                | −1.0 (30.2)               | −1.5 (29.3)               |
| Lượng Giáng thủy trung bình mm (inches)                                             | 9.9 (0.39)                | 1.6 (0.06)                | 15.1 (0.59)               | 35.7 (1.41)               | 35.3 (1.39)               | 3.9 (0.15)                | 2.1 (0.08)                | 17.9 (0.70)               | 10.6 (0.42)               | 14.6 (0.57)               | 25.0 (0.98)               | 7.6 (0.30)                | 179.3 (7.04)              |
| Độ ẩm tương đối trung bình (%)                                                      | 61                        | 54                        | 47                        | 47                        | 38                        | 25                        | 27                        | 31                        | 33                        | 42                        | 56                        | 61                        | 44                        |
| Nguồn: "Jeddah Regional Climate Center". Bản gốc lưu trữ ngày 11 tháng 12 năm 2016. |                           |                           |                           |                           |                           |                           |                           |                           |                           |                           |                           |                           |                           |